# Ольборгский университет
О́льборгский университе́т (дат. Aalborg Universitet) — университет в Дании с главным кампусом в Ольборге и филиалами Эсбьерге и Копенгагене. Основан в 1974 году. Девиз университета на датском языке - ad nye veje (на новых путях).

## История
1 сентября 1974 года Ольборгский университетский центр (AUC) был торжественно открыт королевой Дании Маргрете II. В 1989 году по соседству с университетским Ольборга был создан парк знаний Северной Ютландии.
В 1994 году Ольборгский университетский центр (AUC) сменил свое название на Ольборгский университет (AAU). Филиал Ольборгского университета в Эсбьерге был создан в результате слияния инженерного колледжа в Эсбьерге и Ольборгского университета в 1995 году. Копенгагенский филиал Ольборгского университета был образован в сотрудничестве с инженерным колледжем в Копенгагене в 2003 году. В 2007 года объединились Ольборгский университет и Датский институт строительных исследований. В 2010 году Ольборгский университет открыл медицинский факультет.

## Факультеты
Ольборгский университет имеет четыре факультета: факультет гуманитарных и социальных наук, технический факультет информационных технологий и дизайна, факультет инженерных и естественных наук, медицинский факультет.

## Место в рейтингах
Согласно рейтингу U.S. News & World Report за 2021 год, Ольборгский университет (AAU) вошел в восьмёрку лучших университетов мира и лучший в Европе в области машиностроения
В исследовании Массачусетского технологического института (MIT), в котором анализировалось мировое состояние инженерного образования, Ольборгский университет (AAU) был назван ведущим университетом Европы в области инженерного образования 50 лидерами мнений со всего мира
В 2021 году Times Higher Education Impact Rankings поставил Ольборгский университет на 6-е место в мире из 1117 университетов из 94 стран/регионов в соответствии с Целями устойчивого развития Организации Объединенных Наций В 2022 году Times Higher Education Impact Rankings третий год подряд признала Ольборгский университет (AAU) лучшим университетом в мире по достижению цели устойчивого развития 4 (качественное образование).
В 2023 учебном году, в целом, Ольборгский университет (AAU) значительно опустился в мировых рейтингах университетов, по данным THE и QS. В рейтинге QS top 2024 Ольборгский университет (AAU) опустился на 336-ю позицию.